# Franciszek Bąk

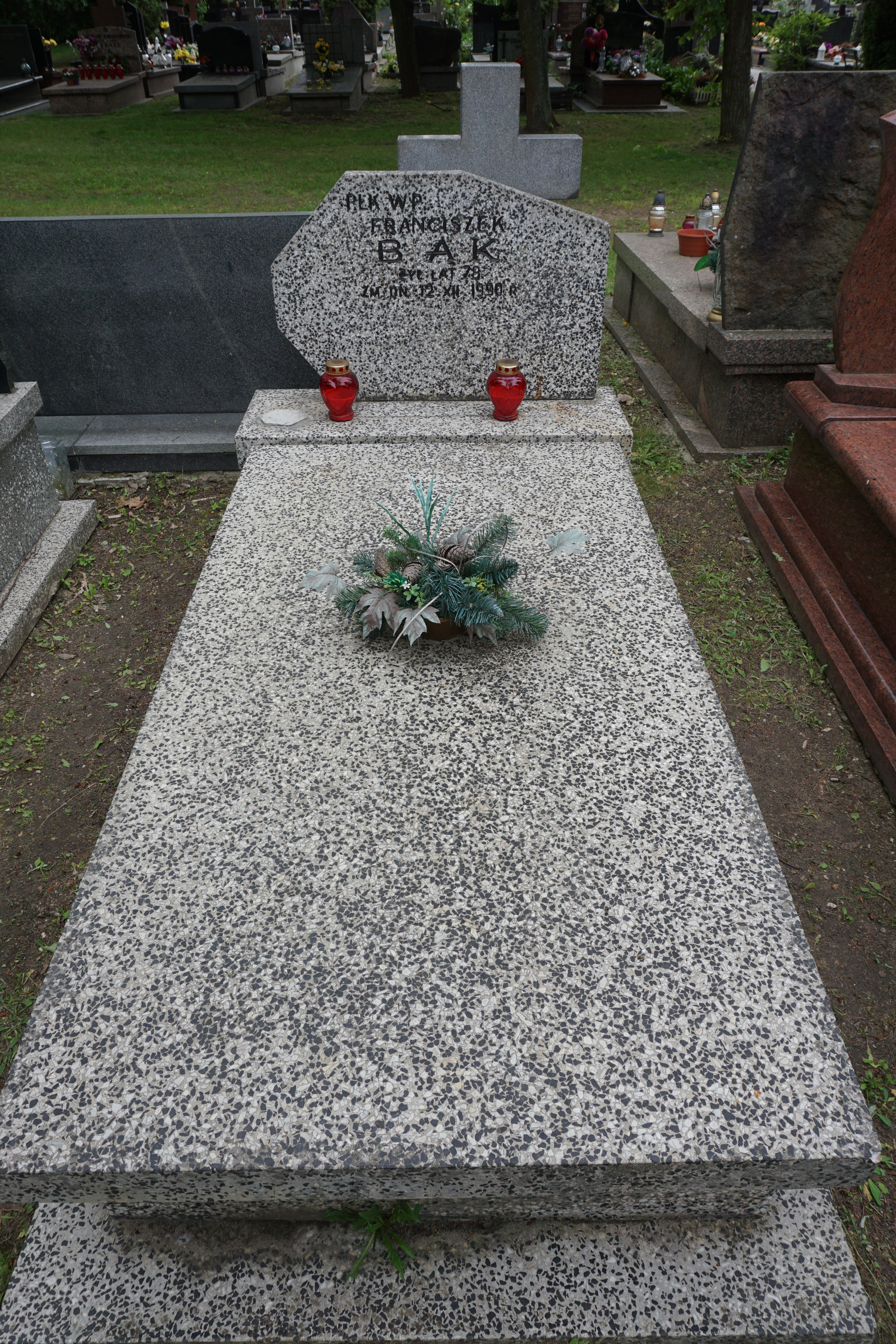
Grób Franciszka Bąka na cmentarzu komunalnym Północnym

Franciszek Bąk (ur. 11 października 1912 w Czelatycach pow. jarosławski, zm. 12 grudnia 1990) – podpułkownik ludowego Wojska Polskiego.

## Życiorys
Pracował w okresie międzywojennym jako ślusarz. Szkołę średnią ukończył w 1941. W maju 1943 trafił do formującej się 1 Dywizji Piechoty. Ukończył w ciągu trzech miesięcy szkołę podoficerską, a następnie skierowany do 1 pułku piechoty na stanowisko dowódcy plutonu moździerzy. Otrzymał postrzał lewej nogi i przez ponad trzy miesiące przebywał na leczeniu szpitalnym w Moskwie. Powrócił do pułku na stanowisko dowódcy kompanii rusznic przeciwpancernych. Ponownie ranny w czasie walk o Pragę skierowany na leczenie w szpitalu w Otwocku, w którym przebywał sześć tygodni. Powrócił do pułku i już w stopniu kapitana objął stanowisko drugiego, a później pierwszego pomocnika szefa sztabu. Ukończył w Centrum Wyszkolenia Piechoty w Rembertowie półroczny kurs i 3 stycznia objął obowiązki dowódcy 7 pułku piechoty 3 Dywizji Piechoty. Studiował w latach 1947–1950 w Akademii Sztabu Generalnego, a po jej ukończeniu był szefem sztabu 15 Terytorialnej Dywizji Piechoty. Dowódca 5 Saskiej Dywizji Piechoty od 26 września 1951 do 26 maja 1952. 
Po zachorowaniu na gruźlicę i dwukrotnym leczeniu sanatoryjnym w Otwocku skierowany do pełnienia służby poza wojskiem na zastępcę Komendanta Głównego Powszechnej Organizacji „Służba Polsce”. Przez komisję lekarską uznany za niezdolnego do pełnienia służby wojskowej.

## Ordery i odznaczenia
- Srebrny Krzyż Orderu Virtuti Militari
- Krzyż Grunwaldu III klasy
- Krzyż Walecznych